# Assedio di Khost

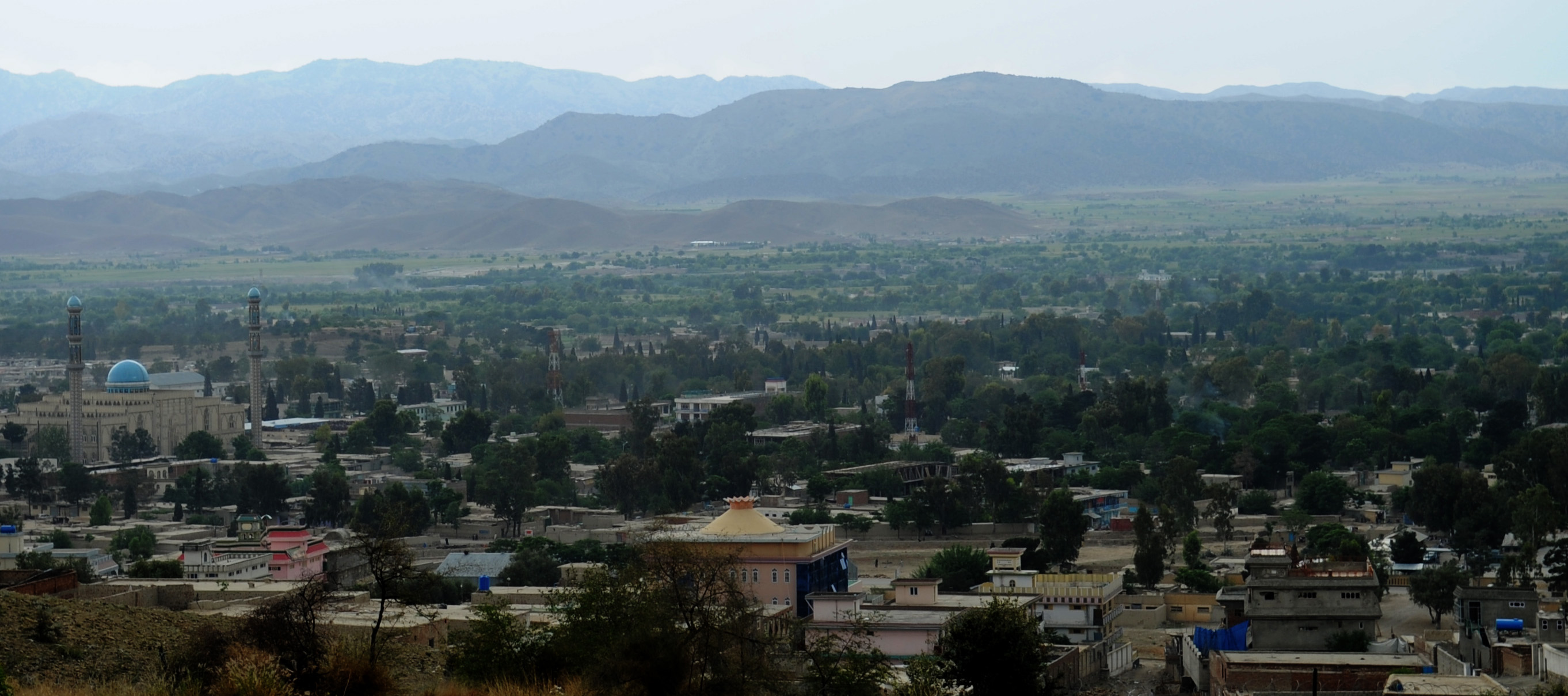
Vista aerea della città di Khost

L'assedio di Khost durò per un totale di undici anni nell'ambito dell'invasione sovietica dell'Afghanistan e la città fu continuamente attaccata dalle truppe dell'URSS e dell'RDA.  La pista di atterraggio  della città, lunga 3 km, fungeva da base per le operazioni degli elicotteri delle forze sovietiche.
L'operazione Magistral fu lanciata alla fine del 1987 per liberare la città, i primi convogli raggiunsero Khost alla fine del dicembre 1987. Quando la maggior parte delle forze sovietiche si ritirò, i mujaheddin assediarono nuovamente la città, come avevano fatto dal 1981.